# Stari Mikanovci
Stari Mikanovci – wieś w Chorwacji, w żupanii vukowarsko-srijemskiej, w gminie Stari Mikanovci. W 2011 roku liczyła 2383 mieszkańców.